# Palaeosaniwa
Palaeosaniwa canadensis — вимерлий вид хижих ящірок пізньої крейди Північної Америки. Назва, дана Чарльзом Вітні Гілмором у 1928 році, означає «стародавня саніва з Канади».

## Опис
Палеосаніва була приблизно порівнянна з великим вараном (Varanidae) за розміром. Маючи приблизно 3–3,5 м у довжину, він є одним із найбільших наземних ящерів, відомих з мезозойської ери (хоча Asprosaurus може конкурувати з ним за розміром). Він схожий на сучасних ящірок-варанідів (зокрема на комодського варана) тим, що має зуби, схожі на лезо, із дрібними зазубринами. Ці зуби могли бути ефективними для захоплення та різання великої здобичі, і це свідчить про те, що Палеосаніва харчувався іншими хребетними. Дорослий Палеосаніва був би достатньо великим, щоб полювати на будь-якого з птахів або ссавців, відомих з того часу, дрібних непташиних динозаврів, а також яйця та молодь великих динозаврів.

## Знахідки
Палеосаніва була спочатку описана з пізньої кампанії Альберти. Зовсім недавно про таксон повідомлялося з пізнього кампанського періоду Монтани та пізнього маастрихтського періоду Монтани та Вайомінгу. Він відомий насамперед із ізольованих зубів і хребців, але також було виявлено два часткові скелети. Типовий вид, P. canadensis, походить з Альберти. Хоча маастрихтський палеосаніва традиційно відносять до цього виду, він змінює його приблизно на десять мільйонів років. Враховуючи відстань у часі між цими тваринами, вони, ймовірно, представляють різні види, але наявні скам’янілості надто неповні, щоб бути певними.

## Взаємовідносини
Palaeosaniwa є членом Platynota, групи, яка включає варанів (Varanidae) і монстрів Гіла (Helodermatidae). Спочатку вважалося, що це був член Varanidae, але також інтерпретувалося як родич Helodermatidae. Останній аналіз поміщає Palaeosaniwa за межі Varanidae та Helodermatidae, як стовбуровий член Varanoidea. Його точна спорідненість залишається погано вивченою, але він може бути пов’язаний з іншими пізньокрейдяними північноамериканськими хижими ящірками, такими як Parasaniwa, Paraderma, Labrodioctes, Cemeterius.